# Boletus abruptibulbus
Boletus abruptibulbus é uma espécie de fungo pertencente à família Boletaceae.